# Tischtennis-Verband Schleswig-Holstein
Der Tischtennis-Verband Schleswig-Holstein (TTVSH) ist der Zusammenschluss der Tischtennis-Vereine in Schleswig-Holstein. Er ist der siebtgrößte Landesverband im DTTB. Die Geschäftsstelle befindet sich in Kiel. Präsident ist seit 1996 Hans-Jürgen Gärtner.
Der TTVSH umfasst vier Bezirke:
- Bezirk 1: Kreis Nord, Nordfriesland
- Bezirk 2: Kiel, Plön, Rendsburg-Eckernförde, Neumünster
- Bezirk 3: Dithmarschen, Pinneberg, Steinburg
- Bezirk 4: Herzogtum Lauenburg, Lübeck, Ostholstein, Segeberg, Stormarn

Aktuell (31. Dezember 2016) gehören dem TTVSH 382 Vereine und ca. 17.000 Mitglieder an.

## Geschichte
Vor dem Zweiten Weltkrieg war Schleswig-Holstein Teil des Gaues Nordmark, der wiederum zur Fachgruppe Tischtennis / Fachamt Tennis im Deutschen Reichsbund für Leibesübungen gehörte.
Im Oktober 1947 gründeten die Kreisvertreter Schleswig-Holsteins in Kiel die Fachschaft Tischtennis im Landessportverband, etwa 50 Tischtennisvereine gehörten der Fachschaft an. Am 31. Juli 1947 wurde die Satzung beschlossen.
1950 nannte sich die Fachschaft um in Tischtennis-Verband Schleswig-Holstein. Inzwischen gehörten 150 Vereine dem Verband an. Es wurde eine nebenamtliche Geschäftsstelle in Neumünster eingerichtet.
1967 zog die Geschäftsstelle um nach Kiel in das Haus des Sports und wurde nun hauptamtlich betrieben. Der Verband umfasste nun 254 Vereine mit etwa 13.000 Mitgliedern.
Die Vorsitzenden:
- 1948–1950: Karl-Heinz Eckardt (Lübeck)
- 1950–1950: Junk (Schafflund)
- 1950–1952: Hans Laß (Kiel)
- 1952–1962: Heinz Münchow (Kiel) († 26. November 1961)
  - 1953: Jupp Schlaf wird 2. Vorsitzender
- 1962–1966: Heinz-Joachim Kermel (* 1930)
- 1966–1984: Hans-Jürgen Haase (Kiel-Schilksee) (* 1. Oktober 1921)
- 1984–1996: Jann Boie Bahrenfuss (* 23. Dezember 1937; † 29. November 2007) (Kiel)[1]
- seit 1996: Hans-Jürgen Gärtner (Preetz) (* 14. November 1944)

## Mitgliederentwicklung
| Jahr | Vereine | Mitglieder | Mannschaften |
| ---- | ------- | ---------- | ------------ |
| 1947 | 50      |            |              |
| 1950 | 150     |            |              |
| 1960 | 166     | 9.757      |              |
| 1967 | 254     | 13.000     |              |
| 1990 | 496     |            | 2.578        |
| 1995 | 480     |            | 2.339        |
| 2000 | 428     | 21.950     |              |
| 2007 | 455     | 20.770     |              |